# Diocesi di Lodwar
La diocesi di Lodwar (in latino Dioecesis Loduarina) è una sede della Chiesa cattolica in Kenya suffraganea dell'arcidiocesi di Kisumu. Nel 2021 contava 217.900 battezzati su 1.180.170 abitanti. È retta dal vescovo John Mbinda, C.S.Sp.

## Territorio
La diocesi comprende la contea di Turkana nella parte nord-occidentale del Kenya.
Sede vescovile è la città di Lodwar, dove si trova la cattedrale di Sant'Agostino.
Il territorio è suddiviso in 31 parrocchie.

## Storia
La prefettura apostolica di Lodwar fu eretta l'11 gennaio 1968 con la bolla Sacrorum Librorum di papa Paolo VI, ricavandone il territorio dalla diocesi di Eldoret.
Il 30 gennaio 1978 la prefettura apostolica è stata elevata a diocesi con la bolla Qui volente Deo dello stesso papa Paolo VI.
Originariamente suffraganea dell'arcidiocesi di Nairobi, il 21 maggio 1990 è entrata a far parte della provincia ecclesiastica di Kisumu.

## Cronotassi dei vescovi
Si omettono i periodi di sede vacante non superiori ai 2 anni o non storicamente accertati.
- John Christopher Mahon, S.P.S. † (16 gennaio 1968 - 17 febbraio 2000 ritirato)
- Patrick Joseph Harrington, S.M.A. (17 febbraio 2000 - 5 marzo 2011 dimesso)
- Dominic Kimengich (5 marzo 2011 - 16 novembre 2019 nominato vescovo di Eldoret)[2]
  - Sede vacante (2019-2022)
- John Mbinda, C.S.Sp., dal 4 aprile 2022

## Statistiche
La diocesi nel 2021 su una popolazione di 1.180.170 persone contava 217.900 battezzati, corrispondenti al 18,5% del totale.
| anno | popolazione | popolazione | popolazione | presbiteri | presbiteri | presbiteri | presbiteri                | diaconi | religiosi | religiosi | parrocchie |
| anno | battezzati  | totale      | %           | numero     | secolari   | regolari   | battezzati per presbitero | diaconi | uomini    | donne     | parrocchie |
| ---- | ----------- | ----------- | ----------- | ---------- | ---------- | ---------- | ------------------------- | ------- | --------- | --------- | ---------- |
| 1970 | 540         | 165.000     | 0,3         | 11         |            | 11         | 49                        |         | 11        | 4         |            |
| 1980 | 7.500       | 185.500     | 4,0         | 18         | 2          | 16         | 416                       |         | 17        | 20        |            |
| 1990 | 12.100      | 211.000     | 5,7         | 25         | 5          | 20         | 484                       |         | 23        | 34        | 9          |
| 1999 | 210.000     | 250.000     | 84,0        | 33         | 13         | 20         | 6.363                     |         | 24        | 44        | 14         |
| 2000 | 215.000     | 250.000     | 86,0        | 35         | 15         | 20         | 6.142                     |         | 24        | 35        | 14         |
| 2001 | 350.000     | 450.000     | 77,8        | 34         | 13         | 21         | 10.294                    |         | 26        | 34        | 15         |
| 2002 | 39.685      | 447.000     | 8,9         | 42         | 13         | 29         | 944                       |         | 35        | 42        | 16         |
| 2003 | 43.915      | 477.000     | 9,2         | 45         | 10         | 35         | 975                       |         | 41        | 47        | 18         |
| 2004 | 48.759      | 477.000     | 10,2        | 57         | 8          | 49         | 855                       |         | 56        | 50        | 20         |
| 2013 | 92.418      | 630.000     | 14,7        | 50         | 19         | 31         | 1.848                     |         | 44        | 70        | 25         |
| 2016 | 108.097     | 855.399     | 12,6        | 58         | 24         | 34         | 1.863                     |         | 50        | 65        | 27         |
| 2019 | 200.915     | 1.122.207   | 17,9        | 57         | 13         | 44         | 3.524                     |         | 63        | 80        | 28         |
| 2021 | 217.900     | 1.180.170   | 18,5        | 56         | 18         | 38         | 3.891                     |         | 55        | 92        | 31         |